# Thessalos (Sohn des Herakles)
Thessalos (altgriechisch Θεσσαλός Thessalós [θesalós]) ist in der griechischen Mythologie der Sohn des Herakles und der Chalkiope.
Er war der Vater von Antiphos und Pheidippos. Bei Hyginus Mythographus ist Thessalos irrtümlicherweise der Gatte der Chalkiope. Aus der Erzählung von Plutarch erschloss Ernst Maass eine Thrassa, Tochter des Alkiopos, als Mutter des Thessalos, die mit Herakles verheiratet gewesen und mit Chalkiope gleichzusetzen sei. Dies drücke sich auch im Namensbezug Alkiopos/Chalkiope aus.
Thessalos galt wie eine Reihe namensgleicher Personen der griechischen Mythologie als Eponym der Landschaft Thessalien, die ihren Namen laut der Bibliotheke des Apollodor von Antiphon erhielt, nachdem er diesen Landstrich erobert hatte. Strabon zufolge waren es erst die Nachkommen des Antiphon, die von Ephyra aus die Landschaft besiedelten und ihr den Namen gaben. Nach einem Scholion ist Thessalos der Vater des Penestas, nach dem die Bauernschaft in Thessalien, die Penesten, benannt ist.